# Jeff Wilbusch
Jeff Wilbusch geboren als Iftach Wilbuschewitz (Haifa, 14 november 1987) is een Israëlische duitse acteur.
Wilbusch groeide op in de chassidische joodse Satmar-gemeenschap van Mea Sjearim, Jeruzalem. Jiddisch is zijn moedertaal, en hij is de oudste van 14 broers en zussen. Hij studeerde economie en behaalde in 2011 een master in internationale economie aan de Universiteit van Amsterdam. Na het behalen van zijn diploma verhuisde hij naar München en studeerde tot 2015 theater aan de Otto Falckenberg School of the Performing Arts. In 2018 speelde hij de rol van Noah Weisz in de Duits-Luxemburgse televisieserie Bad Banks. In 2020 speelde hij Moishe Lefkovitch in de Duits-Amerikaanse Netflix originele miniserie Unorthodox.

## Filmografie

### Bioscoopfilms
- 2017: Einmal bitte alles als Max
- 2019: Rate Your Date als Josh
- 2021: Dawn Breaks Behind the Eyes als Gregor Grause
- 2022: Schächten als Victor Dessauer

### Televisiefilms
- 2017: Lockdown: Tödliches Erwachen als Georg Horn
- 2021: Oslo als Uri Savir
- 2021: 3½ Stunden als Sasha Goldberg

### Televisieseries
- 2016: Um Himmels Willen als Ben de Vries
- 2018: Der Staatsfeind als Yousef Musi
- 2018: Polizeiruf 110 als René "Renate" Helms
- 2018: Die Kanzlei als Bernd Riedel
- 2018: The Little Drummer Girl als Anton Mesterbein
- 2018-2020: Bad Banks als Noah Weisz
- 2019: SOKO Köln als Davide Sortino
- 2019: Die Spezialisten - Im Namen der Opfer als Trainer
- 2019: Der Staatsanwalt als Nikos Weber
- 2020: Unorthodox als Moishe Lefkovitch
- 2020: Cobra 11 als Hendrik Klasberg
- 2020: Wild Republic als Attila
- 2021: Keep Breathing als Danny
- 2022: The Calling als Avraham Avraham

## Prijzen en nominaties
| Jaar | Prijs           | Categorie                                                           | Werk       | Uitslag  |
| ---- | --------------- | ------------------------------------------------------------------- | ---------- | -------- |
| 2021 | Satellite Award | Beste acteur in een bijrol in een serie, miniserie of televisiefilm | Unorthodox | Gewonnen |